# Рыжковичи
Ры́жковичи (бел. Рыжкавічы) — упразднённая деревня в Шкловском районе Могилёвской области в Белоруссии. Деревня являлась административным центром Рыжковичского сельсовета.
14 декабря 2007 года деревня Рыжковичи вместе с деревнями Молодежная Рыжковичского сельсовета и Малое Заречье Городецкого сельсовета включена в состав города Шклов.

## История
Рыжковичи известна с XVI века. Магнаты рода Ходкевичей построили доминиканский монастырь, существовала также униатская церковь Святых Петра и Павла. В середине XX века местная церковь была разрушена.
Во время Второй мировой войны в Рыжковичах существовало гетто, которое в конце 1941 года было уничтожено нацистами. На еврейском кладбище в Рыжковичах (сейчас — территория Шклова) создан мемориал убитым евреям.

## Население
- 1999 г. — 587 человек
- 2008 г. — 239 дворов, 566 человек

## Достопримечательность
- Каменное иудейское культовое сооружение, расположенное на еврейском кладбище